# إيفرت
إيفرت (بالإنجليزية: Everett, Massachusetts) هي مدينة تقع في مقاطعة ميدلسكس بولاية ماساتشوستس الأمريكية، شمال بوسطن مباشرةً وتجاورها حي تشارلستاون. بلغ عدد سكانها 49,075 نسمة حسب تعداد الولايات المتحدة لعام 2020.
كانت إيفرت آخر مدينة في الولايات المتحدة تعتمد على نظام تشريعي ذو مجلسين؛ حيث كان يتألف من مجلس من سبعة أعضاء يُسمى مجلس الشيوخ، ومجلس عام يضم ثمانية عشر عضوًا. وفي 8 نوفمبر 2011، وافق الناخبون على ميثاق جديد للمدينة، قضى بتحويل المجلس إلى هيئة ذات مجلس واحد مكوّن من أحد عشر عضوًا، منهم ستة مستشارين عن المناطق وخمسة مستشارين عامين. وقد جرى انتخاب المجلس الجديد خلال انتخابات المدينة عام 2013.

## التركيبة السكانية
حدّد مكتب تعداد الولايات المتحدة بيانات التركيبة السكانية لإيفرت في تعداد الولايات المتحدة. في ما يلي، التركيبة السكانية حسب تعدادي 2000 و2010.

### تعداد عام 2000
بلغ عدد سكان إيفرت 38,037 نسمة بحسب تعداد عام 2000، وبلغ عدد الأسر 15,435 أسرة وعدد العائلات 9,551 عائلة مقيمة في المدينة. في حين سجلت الكثافة السكانية 4,008.1 نسمة لكل كيلومتر مربع (10,380.9/ميل2). وبلغ عدد الوحدات السكنية 15,908 وحدة بمتوسط كثافة قدره 1,676.3 لكل كيلومتر مربع (4,341.6/ميل2).
وتوزع التركيب العرقي للمدينة بنسبة 79.71% من البيض و6.27% من الأمريكيين الأفارقة و0.32% من الأمريكيين الأصليين و3.25% من الأمريكيين ذوي الأصول الآسيوية و0.07% من سكان جزر المحيط الهادئ و4.99% من الأعراق الأخرى و5.39% من عرقين مختلطين أو أكثر و9.51% من الهسبانيون أو اللاتينيون من أي عرق.
بلغ عدد الأسر 15,435 أسرة كانت نسبة 30.2% منها لديها أطفال تحت سن الثامنة عشر تعيش معهم، وبلغت نسبة الأزواج القاطنين مع بعضهم البعض 41.8% من أصل المجموع الكلي للأسر، ونسبة 15.2% من الأسر كان لديها معيلات من الإناث دون وجود شريك، بينما كانت نسبة 4.9% من الأسر لديها معيلون من الذكور دون وجود شريكة وكانت نسبة 38.1% من غير العائلات. تألفت نسبة 31.3% من أصل جميع الأسر من عدة أفراد يعيشون في نفس المنزل ونسبة 11.8% كانت تتألف من شخص يعيش بمفرده يبلغ من العمر 65 عاماً أو أكثر. وبلغ متوسط حجم الأسرة المعيشية 2.45، أما متوسط حجم العائلات فبلغ 3.11.
بلغ العمر الوسطي للسكان 35.6 عاماً. وكانت نسبة 21.6% من القاطنين تحت سن الثامنة عشر، وكانت نسبة 8.9% بين الثامنة عشر والرابعة والعشرين عاماً، ونسبة 34.8% كانت واقعةً في الفئة العمرية ما بين الخامسة والعشرين والرابعة والأربعين عاماً، ونسبة 19.8% كانت ما بين الخامسة والأربعين والرابعة والستين، ونسبة 14.2% كانت ضمن فئة الخامسة والستين عاماً فما فوق. يوجد لكل 100 أنثى 91.2 ذكر، ويوجد لكل 100 أنثى في الثامنة عشر من عمرها فما فوق 87.7 ذكر.
بلغ متوسط دخل الأسرة في المدينة 40,661 دولارًا، أما متوسط دخل العائلة فبلغ 49,876 دولارًا. وكان متوسط دخل الذكور 36,047 دولارًا مقابل 30,764 دولارًا للإناث. وسجل دخل الفرد الخاص بالمدينة 19,845 دولارًا. وكانت نسبة 9.2% من العائلات ونسبة 11.8% من السكان تحت خط الفقر، وكان من هؤلاء نسبة 17% تحت سن الثامنة عشر ونسبة 10% في الخامسة والستين من العمر وما فوق.

### تعداد عام 2010
بلغ عدد سكان إيفرت 41,667 نسمة بحسب تعداد عام 2010، وبلغ عدد الأسر 15,543 أسرة وعدد العائلات 10,059 عائلة مقيمة في المدينة. في حين سجلت الكثافة السكانية 4,390.6 نسمة لكل كيلومتر مربع (11,371.6/ميل2). وبلغ عدد الوحدات السكنية 16,715 وحدة بمتوسط كثافة قدره 1,761.3 لكل كيلومتر مربع (4,561.7/ميل2).
وتوزع التركيب العرقي للمدينة بنسبة 62.82% من البيض و14.31% من الأمريكيين الأفارقة و0.39% من الأمريكيين الأصليين و4.81% من الأمريكيين ذوي الأصول الآسيوية و0.04% من سكان جزر المحيط الهادئ و13.82% من الأعراق الأخرى و3.81% من عرقين مختلطين أو أكثر و21.10% من الهسبانيون أو اللاتينيون من أي عرق.
بلغ عدد الأسر 15,543 أسرة كانت نسبة 35.3% منها لديها أطفال تحت سن الثامنة عشر تعيش معهم، وبلغت نسبة الأزواج القاطنين مع بعضهم البعض 40% من أصل المجموع الكلي للأسر، ونسبة 17.8% من الأسر كان لديها معيلات من الإناث دون وجود شريك، بينما كانت نسبة 6.9% من الأسر لديها معيلون من الذكور دون وجود شريكة وكانت نسبة 35.3% من غير العائلات. تألفت نسبة 27.7% من أصل جميع الأسر من عدة أفراد يعيشون في نفس المنزل ونسبة 9.9% كانت تتألف من شخص يعيش بمفرده يبلغ من العمر 65 عاماً أو أكثر. وبلغ متوسط حجم الأسرة المعيشية 2.67، أما متوسط حجم العائلات فبلغ 3.26.
بلغ العمر الوسطي للسكان 35.3 عاماً. وكانت نسبة 22.8% من القاطنين تحت سن الثامنة عشر، وكانت نسبة 9.8% بين الثامنة عشر والرابعة والعشرين عاماً، ونسبة 32.3% كانت واقعةً في الفئة العمرية ما بين الخامسة والعشرين والرابعة والأربعين عاماً، ونسبة 23.6% كانت ما بين الخامسة والأربعين والرابعة والستين، ونسبة 11.5% كانت ضمن فئة الخامسة والستين عاماً فما فوق. وتوزع التركيب الجنسي للسكان بنسبة 49.1% ذكور و50.9% إناث.

## أعلام
- برايان كيلي
- نيرلينس نويل
- بارني اولسن
- كيلر كوالسكي
- إلين بومبيو
- باب يونغ
- باتريسيا كورتني
- فانيفار بوش
- بول سميث